# Menidia menidia
Capucette
Espèce
Statut de conservation UICN

 LC  : Préoccupation mineure
Menidia menidia, la Capucette, est une espèce de poissons de la famille des Atherinopsidae.